# Oxycarpha
Oxycarpha là một chi thực vật có hoa trong họ Cúc (Asteraceae).

## Loài
Chi Oxycarpha gồm các loài: